# Gunter Federico Carlos I de Schwarzburgo-Sondershausen
Gunter Federico Carlos I de Schwarzburgo-Sondershausen (Sondershausen, 5 de diciembre de 1760-ibidem, 22 de abril de 1837) fue príncipe reinante de Schwarzburgo-Sondershausen. También fue conde de Hohnstein, señor de Arnstadt, Sondershausen, Leutenberg y Blankenburg.

## Biografía
Gunter Federico Carlos I fue el hijo mayor del príncipe Cristián Gunter III de Schwarzburgo-Sondershausen (1736-1794) y de su esposa, la princesa Carlota Guillermina (1737-1777), hija del príncipe Víctor Federico de Anhalt-Bernburg.
A la muerte de su padre en 1794, asumió el gobierno del principado de Schwarzburgo-Sondershausen, manteniendo su espíritu. A menudo tenía su corte en el Castillo de Ebelen, en particular durante los periodos de temporada de caza, ya que era un patrón apasionado por la caza.
Su reinado estuvo lleno de pausas. El Sacro Imperio Romano Germánico colapsó en 1806 y Napoleón Bonaparte entró en la escena mundial. El príncipe aseguró la soberanía del principado uniéndose a la Confederación del Rin en 1807. En 1815, tras el Congreso de Viena, se incorporó a la Confederación Germánica. Tras de un periodo de relajación, llegó al principado cierto florecimiento cultural, por lo que fue muy popular.
El príncipe promovió las artes y dejó construido en 1825 en el castillo de Sondershausen un nuevo teatro. También es igualmente considerado como el fundador de las llamadas "Lohorchesters" con sus "lohkonzerten". Fueron muy populares en el siglo XIX y atrajeron a visitantes de toda Alemania a Sondershausen. Esta orquesta sinfónica, que todavía existe en la actualidad, nació de un conjunto de seis fanfarrias, que inicialmente el príncipe llevaba a la caza los domingos con él. También surgió con Gunter Federico Carlos la tradición por la que los ciudadanos de Sondershausen todos los domingos podían asistir a serenatas en la Lohplatz de forma gratuita.
El siglo XIX vio cómo la burguesía liberal cada vez tenía más voz política. Sin embargo, el príncipe todavía gobernaba de forma absoluta y era considerado muy conservador. Continuó sin concesiones, que lo hicieron crecientemente impopular. El príncipe era fuertemente criticado por su favoritismo y finalmente fue obligado por su hijo en un golpe de palacio (la así llamada Revolución de Ebeleben) a abdicar.
Después de eso, gastó el resto de sus días en el palacio de caza de Possum; no obstante, fue enterrado en Ebeleben.

## Matrimonio y descendencia
Gunter Federico Carlos I se casó el 23 de junio de 1799 con Carolina (1774-1854), hija del príncipe Federico Carlos de Schwarzburgo-Rudolstadt, con la que tuvo dos hijos:
- Emilia Federica Carolina (1800-1867), casada en 1820 con el príncipe Leopoldo II de Lippe (1796-1851).
- Gunter Federico Carlos II (1801-1889), príncipe de Schwarzburgo-Sondershausen.

El príncipe tuvo cuatro hijos más fuera del matrimonio.